# Ludwig Klatte
Ludwig Klatte (* 6. März 1893 in Bremen; † 24. Februar 1969 in Bremen) war ein deutscher Schiffszimmerer und Bremer Politiker (SPD).

## Biografie
Klatte besuchte die Volksschule und erlernte den Beruf eines Schiffszimmerers. Den Beruf übte er, später als Werkmeister, bis 1961 aus. Er war im Schiffbau bei der AG Weser tätig und dort von 1923 bis 1933 Mitglied des Betriebsrats und von 1945 bis 1961 im Vorstand des Betriebsrats. Von 1949 bis 1954 war er stellvertretender Vorsitzender, von 1954 bis 1955 Beisitzer im Vorstand und von 1957 bis 1959 Vizepräsident der Angestelltenkammer Bremen. Er war Mitbegründer des Werkmeister- und Technikerverbands sowie viele Jahre Vorsitzender der Berufsgruppe der Werkmeister und Vorstandsmitglied der Ortsgruppe der Deutschen Angestellten Gewerkschaft (DAG) in Bremen.
Politik
Klatte wurde Mitglied der Gewerkschaft und der SPD.
Nach dem Ersten Weltkrieg war er 1933 Mitglied der Bremischen Bürgerschaft. In der Zeit des Nationalsozialismus war er 1933 zeitweise in Haft in einem Konzentrationslager. Nach dem Zweiten Weltkrieg war er wieder für die SPD 1946 Abgeordneter der Bürgerschaft.